# Terreurcampagne in het Cotticagebied
Van 13 oktober tot begin december 1986 vond een terreurcampagne in het Cotticagebied plaats, ten tijde van de Binnenlandse Oorlog in Suriname. De inzet van het Nationale Leger van Desi Bouterse was om gebieden op het Junglecommando van Ronnie Brunswijk terug te veroveren. Nadat op 1 december de noodtoestand werd afgekondigd voor Oost-Suriname, ontaardde de campagne in een groot aantal moordpartijen en werd de tactiek van de verschroeide aarde gevolgd. Tientallen burgers vonden de dood. Tijdens het bloedbad van Moiwana kwamen alleen al 39 burgers om, voornamelijk kinderen, vrouwen en bejaarden. Langs de Cotticarivier werden bijna alle marrondorpen verwoest en langs de Marowijnerivier brandde een groot deel van Albina af. Duizenden bewoners sloegen op de vlucht.

## Achtergrond
Na de staatsgreep van 25 februari 1980 kwam het militaire regime in Suriname aan het bewind met legerleider Desi Bouterse aan het hoofd. Ronnie Brunswijk, toen nog een overvaller, ontsnapte op 3 juni 1986 aan een razzia in Moengotapoe en besloot onder aanmoediging van het verzet in de diaspora in Nederland om een guerrillaoorlog tegen de militaire dictatuur te starten. Deze oorlog, de Binnenlandse Oorlog, nam zijn aanvang met de overval op de militaire post van Stolkertsijver op 21 juli 1986. Brunswijk kreeg in korte tijd een deel van het oosten in handen, met als grootste plaatsen Moengo aan de Cottica en Albina aan de Marowijne.

## Campagne

### Militaire acties
Het Nationale Leger begon op 13 oktober 1986 met een zuiveringscampagne rond Moengo. In de media ging de theorie rond dat het leger op weg zou zijn naar Langatabbetje waar Ronnie Brunswijk zijn hoofdkwartier had. Desi Bouterse zei dat zijn geduld op was en luidde de campagne in met de woorden: "We gaan alles platschieten." Als voorbode wierp een van de vier Defender-vliegtuigen granaten af boven Stoelmanseiland en Langatabbetje, als waarschuwing aan de bevolking om het gebied te verlaten. De granaten richtten vrijwel geen fysieke schade aan, maar veroorzaakten wel een hartaanval bij granman Cornelis Forster (83) van de Paramaccaners, die daardoor aan een zijde verlamd raakte. De Evangelische Broedergemeente sloot het internaat en de zendingspost op Langatabbetje.

### Inname Moengo en Albina door het Junglecommando
Het Junglecommando had bij een overval op Suralco bij Moengo veel springstof veroverd. Hiermee werd de Oost-Westverbinding ondermijnd en bruggen opgeblazen, waardoor de verbinding met Paramaribo was onderbroken. De meeste inwoners van Moengo en Albina waren al vertrokken naar Saint-Laurent (Frans-Guyana) en Paramaribo, toen het Junglecommando op 13 november hier de tegenaanval inging. De militairen in Moengo trokken zich eerst terug naar de airstrip van Moengo en zorgden in de dagen erna dat ze in Paramaribo terugkeerden. In Albina bevonden zich nog wel militairen.

### Tegenoffensief van het leger
De afsluiting van Oost-Suriname vormde een bedreiging voor de toch al teloorgegane economie van Suriname. Paramaribo dreigde de inkomsten mis te lopen van de Bruynzeel Suriname Houtmaatschappij, de Palmolieplantage Victoria en vooral de bauxietwinning van Suralco. De directie van dit bedrijf wees de regering erop dat wanneer de bauxietmijn lang gesloten zou blijven, het voortbestaan van de aluminiumindustrie in Suriname in gevaar kon komen. Bouterse besloot om op 13 november een groot offensief te starten.
Om Albina terug te krijgen, stuurde Bouterse drie marinevaartuigen naar de Marowijnerivier. Deze begonnen op 25 november 1986 – op de viering van elf jaar Surinaamse onafhankelijkheid – met beschietingen op Albina, waarbij een groot aantal gebouwen afbrandden. Via de weg stuurde Bouterse 500 militairen naar Moengo en vervolgens door naar Albina. Zij vielen Albina aan vanuit het westen, waardoor de beschietingen van twee zijden kwamen. Begin december waren beide plaatsen veroverd op het Junglecommando. De ooit toeristische sfeer van Albina met authentieke gebouwen werd voorgoed geruïneerd.

### Moordpartijen
De campagne kende een groot aantal moordpartijen en volgde de tactiek van de verschroeide aarde. Vooraf hadden de militairen de bevoegdheid gekregen om verdachte personen op te pakken. Die hadden ze ervoor ook al, maar de excessen waren tijdens deze campagne extreem. De autoriteiten kondigden op 1 december de noodtoestand af voor Oost-Suriname. De militairen hadden hierdoor het recht om raids uit te voeren en deden dat niet alleen op het Junglecommando, maar ook op weerloze burgers. Mensen die uit hun huizen vluchtten, werden neergeschoten. Tientallen burgers werden gedood. Langs de Cottica werden bijna alle marrondorpen verwoest. Zowel hun huizen als hun kostgrondjes werden in brand gestoken.
Het grootste exces was het bloedbad van Moiwana op 29 november 1986 waarbij 39 doden vielen. Vrijwel de gehele familie van Brunswijk was hier slachtoffer, onder wie vrouwen, bejaarden en kinderen: 70% was jonger dan achttien jaar en 50% jonger dan tien (vier waren nog een baby). Daarna werden hun bezittingen vernietigd. Uit een onderzoek van een rapporteur van de Verenigde Naties bleek dat er geen sprake was van een defensieve militaire operatie. Volgens de lezing van het militaire regime zou het zijn gegaan om rebellen.

## Vluchtelingenstroom
De oorlogshandelingen van de krijgsheren Bouterse en Brunswijk leidden tot grote vluchtelingenstromen. In oktober 1986 bevonden zich al rond de duizend Surinamers in Frans-Guyana. Aan het eind van december 1986 was hun aantal gestegen naar zevenduizend en medio 1987 naar tienduizend. Hierbij ging het om ongeveer 8.500 marrons en 1.500 inheemsen.